# Байсакалов, Толепберген Турсынович
Толепберген Турсынович Байсака́лов (род. 29 марта 1974, Михайловка, Кустанайская область) — казахстанский киноактёр и режиссёр.

## Биография
Родился 29 марта 1974 года в п. Михайловка Мендыкаринского района Костанайской области Казахской ССР. Происходит из рода Кыпшак Среднего жуза.
Отец — водитель, мать — воспитатель детского сада. Со школьных лет Толепберген был активистом, диджеем деревенской дискотеки, участвовал во всех сельских праздниках. После школы учился в Костанайском техникуме культуры и, вернувшись в Михайловку, заведовал Домом культуры, где ставил спектакли и сам играл в них.
В 1995 году Байсакалов поступил в Казахскую национальную академию искусств имени Т. К. Жургенова, в актёрскую мастерскую Р. А. Машуровой.
Во время учёбы его заметили и пригласили сняться в фильме «Молитва Лейлы», который стал дебютным в его кинематографической карьере. Затем последовали съёмки в фильмах «Остров Возрождения», «Курак корпе».
Т. Байсакалов сыграл одну из главных ролей в фильме «Тюльпан», который получил Гран-при в номинации «Особый взгляд» на Каннском кинофестивале в 2008 году. Толепберген Байсакалов вместе с главным режиссёром Сергеем Дворцевым и другими участниками съёмочной группы присутствовал в Каннах при награждении фильма. Всего этот фильм завоевал 19 наград на различных международных кинофестивалях.
Толепберген стал узнаваем среди российских кинозрителей после премьеры фильма «Снайпер 2. Тунгус» на Первом канале, где сыграл одну из главных ролей — снайпера Мишу Кононова (Тунгуса).
В 2010 году окончил режиссёрский факультет ВГИКа (мастерская Владимира Хотиненко).
Женат. Имеет дочь и сына.

## Фильмография

### Роли в кино
| \| Год \| \| Название \| Роль \| \| --------- \| - \| --------------------------- \| ---------------------------- \| \| 2004 \| ф \| Остров возрождения \| Имя персонажа не указано \| \| 2006—2007 \| ф \| Любовь как любовь \| Фарид \| \| 2007 \| ф \| Рэкетир \| Толик \| \| 2007 \| ф \| Курак корпе \| Гаринча \| \| 2008 \| ф \| Баксы \| Тоха \| \| 2008 \| ф \| Тюльпан \| Бони, друг Асы \| \| 2010 \| ф \| Трубадур \| Толик \| \| 2010 \| ф \| Ёлки \| таксист \| \| 2011 \| ф \| Теряя невинность в Алма-Ате \| Имя персонажа не указано \| \| 2011 \| ф \| Я хочу \| Имя персонажа не указано \| \| 2011 \| ф \| Солнечные дни \| Имя персонажа не указано \| \| 2011 \| ф \| Снайпер 2. Тунгус \| Снайпер Миша Кононов, Тунгус \| \| 2012 \| ф \| Орда (фильм) \| Абильда \| \| 2012 \| ф \| Виртуальная любовь \| Имя персонажа не указано \| \| 2012 \| ф \| Джентльмены, удачи! \| профессор Касымбетов \| \| 2015 \| ф \| Самый лучший день \| Касим \| \| 2016 \| ф \| Тараз \| Фарик \| \| 2016 \| ф \| Гламур для дур \| режиссёр \| \| 2021 \| ф \| Огонь \| Толик \| - 2022 — Тор: Любовь и Гром — Корг (Казахстан, дубляж СНГ) 1. - Толепберген Байсакалов - Толепберген Байсакалов — «Трубадур» из «Колонии» - Новости казахстанского кино и шоу-бизнеса - Год Тюльпана - Толепберген Байсакалов |   |                             |                              |
| Год |   | Название                    | Роль                         |
| 2004 | ф | Остров возрождения          | Имя персонажа не указано     |
| 2006—2007 | ф | Любовь как любовь           | Фарид                        |
| 2007 | ф | Рэкетир                     | Толик                        |
| 2007 | ф | Курак корпе                 | Гаринча                      |
| 2008 | ф | Баксы                       | Тоха                         |
| 2008 | ф | Тюльпан                     | Бони, друг Асы               |
| 2010 | ф | Трубадур                    | Толик                        |
| 2010 | ф | Ёлки                        | таксист                      |
| 2011 | ф | Теряя невинность в Алма-Ате | Имя персонажа не указано     |
| 2011 | ф | Я хочу                      | Имя персонажа не указано     |
| 2011 | ф | Солнечные дни               | Имя персонажа не указано     |
| 2011 | ф | Снайпер 2. Тунгус           | Снайпер Миша Кононов, Тунгус |
| 2012 | ф | Орда (фильм)                | Абильда                      |
| 2012 | ф | Виртуальная любовь          | Имя персонажа не указано     |
| 2012 | ф | Джентльмены, удачи!         | профессор Касымбетов         |
| 2015 | ф | Самый лучший день           | Касим                        |
| 2016 | ф | Тараз                       | Фарик                        |
| 2016 | ф | Гламур для дур              | режиссёр                     |
| 2021 | ф | Огонь                       | Толик                        |